# Ладыжинская городская община
Ладыжинская городская община (укр. Ладижинська міська громада) — территориальная община в Гайсинском районе Винницкой области Украины. Административный центр — город Ладыжин.
Площадь общины — 124,5 км², население — 24900 человек (2020).

## История
Образована 12 июня 2020 года указом Кабинета министров Украины путём объединения Ладыжинской городской рады и Заозерненской сельской рады Тульчинского района.

## Населенные пункты
В состав общины входят 1 город (Ладыжин) и 5 сел.
- Василевка
- Губник
- Заозерное
- Лукашовка
- Ружицкое